# Cyprián (biskup)
Cyprián (Cyprian) (před 1181 – 25. října 1207) byl sedmý lubušský biskup (1198-1201) (s titulem kníže-biskup) a třináctý vratislavský biskup (1201–1207).

## Život
Cyprián je poprvé spolehlivě zmiňován jako kanovník premonstrátského kláštera v českém Želivě roku 1181. Pravděpodobně předtím působil v klášterech ve vestfálském Cappenbergu a v porýnském Steinfeldu; z toho a z jeho jména se usuzuje na frankofonní, možná lotrinský původ. Na pozvání slezského knížete Boleslava I. Vysokého a vratislavského biskupa Žiroslava II. přišel kolem roku 1185 do Slezska a roku 1193 se stal opatem v premonstrátském klášteře svatého Vincence v Olbíně u Vratislavi.
Cyprián byl blízkým spolupracovníkem Boleslava Vysokého. Nepochybně s jeho podporou byl 8. dubna 1198 vysvěcen na biskupa lubušského. O jeho působení v této funkci není mnoho známo – zřejmě zde založil biskupskou kancelář, jejíž první listiny jsou právě z doby jeho pontifikátu.
Po smrti Jaroslava Opolského, vratislavského biskupa, opolského knížete a prvorozeného syna Boleslava Vysokého, byl Cyprián vybrán za jeho nástupce na vratislavském stolci a biskupskou hodnost v Lubuši složil; stalo se tak mezi březnem a srpnem roku 1201. Byl prvním vratislavským biskupem vybraným (postulovaným) katedrální kapitulou – s následným papežským potvrzením – a nikoli přímo knížetem, i když ten měl nepochybně na jeho volbu vliv. Zůstal úzkým spojencem Boleslava Vysokého, jakož i jeho syna Jindřicha I. Bradatého a jeho manželky Hedviky (později svatořečené), zejména ve sporech s Boleslavovým bratrem Měškem I. Křivonohým – tehdy intervenoval v zájmu urovnání sporu u ostatních polských biskupů. Podporoval kolonizační činnost knížat ve Slezsku tím, že novým osadníkům zaručil úlevy v placení desátků; právě to se stalo předmětem tuhých sporů mezi knížaty a biskupy za Cypriánových nástupců.
Biskup Cyprián se účastnil založení prvního a nejvýznamnějšího slezského ženského kláštera, kláštera cisterciaček v Třebnici. Ten byl založen z podnětu kněžny Hedviky a osazen jeptiškami z Bamberka, první abatyší však byla Petrissa z kláštera v Kitzingenu, kde byla kněžna vychována. Cyprián udělil klášteru desátky ze Stínavy a Stobna a 13. ledna 1203 slavnostně uvedl do prozatímních dřevěných budov kláštera první řeholnice. Brzy poté, kolem roku 1205, založili opolsko-ratibořský kníže Měšek I. Křivonohý a jeho žena Ludmila klášter premonstrátek v Rybníku.
Po své smrti – 25. října 1207 – byl biskup Cyprián pochován v klášterním kostele cisterciáků v Lubuši (Lubiąż).